# Raphiscopa
Raphiscopa là một chi bướm đêm thuộc họ Erebidae.